# Tecno Mobile
Tecno Mobile é um fabricante chinês de telefones móveis com sede em Shenzhen, China. Foi estabelecida em 2006. É uma subsidiária da Transsion Holdings.
Visando mercados emergentes, a Tecno concentrou seus negócios nos mercados africano, do Oriente Médio, do Sudeste Asiático, do Sul da Ásia, da América Latina e da Europa Oriental.

## História
Em 2006, a Tecno Mobile foi fundada como Tecno Telecom Limited, mas depois mudou seu nome para Transsion Holdings, com a Tecno Mobile atuando como uma de suas subsidiárias. Em 2007, a Tecno criou uma segunda marca, a Itel, que vendeu na África. No início de 2008, a Tecno se concentrou inteiramente na África após uma pesquisa de mercado, e até 2010, estava entre as três principais marcas de telefones móveis na África.
Em 2016, a Tecno entrou no mercado de telefonia móvel do Oriente Médio. Em 2017, entrou no mercado indiano, lançando seus smartphones 'Feitos para a Índia': a série 'i' - i5, i5 Pro, i3, i3 Pro e i7. A empresa começou inicialmente em Rajastão, Guzerate e Punjab, e até dezembro de 2017 estava espalhada por todo o país.
A empresa identificou outros mercados emergentes, além da África e da Índia, com grandes populações, mas com baixo poder de compra. Entrou nos mercados de Bangladesh e Nepal em 2017 e iniciou vendas experimentais no Paquistão. Ainda está tentando penetrar no mercado paquistanês e iniciou suas vendas na internet através de vários canais de comércio eletrônico, incluindo sua própria página da rede.

## Fabricação de produtos
Os telefones móveis Tecno vendidos na Índia são montados em sua unidade de fabricação em Noida (U.P.).